# SAKANAQUARIUM 光 ONLINE
『SAKANAQUARIUM 光 ONLINE』は、日本のロックバンド・サカナクションが2020年8月15日・16日に開催したオンラインライブ、および2021年3月17日にNF Recordsより発売された映像作品。

## 背景
サカナクションは、2019年8月26日に7枚目のアルバム『834.194』を引っ提げたホールツアー「SAKANAQUARIUM2020 "834.194 光"」の開催を発表し、12月27日には、ぴあアリーナMM・大阪城ホールでの追加公演も発表された。
しかし、2019年末から世界で流行していた新型コロナウイルス感染症の感染拡大を受け、行程の中盤にあたる2020年2月29日の石川公演以降の公演を延期せざるを得なくなり、最終的にはアリーナの追加公演を含めた、残りの公演全てを中止することとなった。そんな中、2020年7月17日にバンドは、ホールツアーの代替企画として、自身初となるライブストリーミング公演「SAKANAQUARIUM 光 ONLINE」の開催を発表した。

## オンラインライブ
新型コロナウイルス感染症の影響で、約半数の公演が開催中止となったホールツアー「SAKANAQUARIUM2020 "834.194 光"」の代替企画として、自身初となるライブストリーミング公演「SAKANAQUARIUM 光 ONLINE」の開催が7月17日に発表された。
公演は2020年8月15日・16日の2日間に渡って配信され、ファンクラブ会員限定の初日の公演は、イープラスの「Streaming+」でのみ、一般公開の2日目の公演は「Streaming+」に加え、ローソンチケットの「ローチケ LIVE STREAMING」、チケットぴあの「PIA LIVE STREAMING」、LINEの「LINE LIVE-VIEWING」にて配信された。監督は「834.194 光」ツアーから引き続いて、田中裕介が務めた。
| 配信日  | 配信会場                  | 備考                     |
| ------- | ------------------------- | ------------------------ |
| 8月15日 | シミズオクト 千葉スタジオ | ファンクラブ会員限定配信 |
| 8月16日 | シミズオクト 千葉スタジオ | 一般配信                 |

2日間の配信の購入者には、いくつかの購入特典が用意された。本番やリハーサル風景を撮影した写真や映像を公開しているページ「SAKANAQUARIUM 光 ONLINE解剖書」のアクセス権に加え、山口・江島、監督の田中裕介、音響の佐々木幸生・浦本雅史によるオーディオコメンタリー配信、山口によるアコースティックライブ＆トーク＆クッキングショー配信が企画された。
オーディオコメンタリー配信は、2020年10月3日に配信され、山口によるアコースティックライブ配信は当初、2020年10月24日に配信予定であったが、山口の体調不良により、2021年1月6日に振り替えられた。

### 配信における演出・曲目
本公演は、あらかじめ収録した映像の配信ではなく、2日とも演奏や演出含め、すべて生で行われた。配信の音響システムには、ドイツの企業「KLANG:technologies」による3Dサウンドが採用された。イヤーモニターのミキシング用に開発されたテクノロジーだが、日本のロックバンドで本システムを使用したのは、サカナクションが初となる。本番のオペレートは、普段のバンドのライブで音響オペレートを担当している、Acousticの佐々木幸生が担当した。映像は、2019年の「SAKANAQUARIUM2019 "834.194" 6.1ch Sound Around Arena Session」映像作品と同様、シネマスコープサイズで制作された。
基本的なライブの構成は、2020年のホールツアー「SAKANAQUARIUM2020 "834.194 光"」を引き継いだものとなっている。本公演は、大きく分けて2部構成となっており、前半の白い幕で覆われた直方体の中で、ミドルテンポの楽曲や、スローテンポの楽曲を中心にパフォーマンスを行う「深海・中層」セクションと、後半の幕を取り払った広いステージの中でアップテンポな曲を中心にパフォーマンスを行う「浅瀬」セクションに分かれている。ホールツアーでの演出に加え、本公演では「浅瀬」セクションの冒頭に演奏される「陽炎」で、スナックのセットを用いた演出が新たに追加された。
メンバーの衣装は、三田真一によるスタイリングで、ほぼ全てを白を基調としたものに揃えられており、前年の「暗闇 -KURAYAMI-」公演で着用した黒い衣装とは、対照的なものとなっている。

#### 「深海・中層」セクション
床・上手・下手・奥が白い幕で覆われた舞台上で演奏が行われる。序盤は、スチームが焚かれているため、照明の光の散乱でメンバーの表情はあまり見えない。本セクションでは、ステージで上手・下手・奥の三面に映像を投映したり、配信上でカメラ画とオイルアートのVTRをディゾルブで切り替えたりするなど、映像による演出が積極的に用いられている。また、舞台上部からのレーザーによる演出も特徴的である。

#### 「浅瀬」セクション
通常のワンマンライブでのステージに近い、空間の広がりを活かした演出の元で演奏が行われる。照明のオペレートは、普段のライブ同様、平山和裕が担当している。

##### スナックひかり
ライブ中盤に演奏された「陽炎」の演出で、レトロな出で立ちのスナックのセットが登場した。本楽曲の演奏中のみ、山口は他のメンバーがいる場所から離れ、このスナックの中で歌う。セットの中には、著名人のサインが飾られているが、これは山口が実際に直接オファーし、集められた本物であり、橋本環奈、水川あさみ、日本テレビ系列『スッキリ』の出演者である極楽とんぼの加藤浩次、ハリセンボンの近藤春菜、アナウンサーの水卜麻美に加え、川谷絵音のサインが登場した。

#### ライブストリーミング公演のセットリスト
ライブ映像は、屋外の自動販売機の前でスマートフォンを見つめる山口のカットからスタートする。空き缶をゴミ箱に捨ててから山口が歩き初め、徐々に演奏の音が大きくなるのと平行して、山口もイヤモニの装着など歌う準備を歩きながら進めていき、屋内のステージに到着すると、即座にライブのロゴが表示され、1曲目の演奏が開始する。
M0 - タイムパラドックス
2019年の「SAKANAQUARIUM2019 "834.194" 6.1ch Sound Around Arena Session」でのオープニングSEと「グッドバイ」のアウトロ部分の合唱がミックスした楽曲。ホールツアー「SAKANAQUARIUM2020 "834.194 光"」においても、本楽曲が演奏された。
M1 - グッドバイ
オープニング曲からシームレスで演奏が始まる。ステージのセット内に蒸気が満たされた空間の中で演奏が行われた。
M2 - マッチとピーナッツ
オイルアートやピーナッツの皮を剥く映像や、マッチをこする映像がメンバーを取り囲む白い箱に投映され、配信上でディゾルブで表示される演出が行われた。投映された映像には、エモン久瑠美が出演した。
M3 -「聴きたかったダンスミュージック、リキッドルームに」
ミラーボールとレーザーの光が飛び交う演出が行われた。
M4 - ユリイカ
メンバーを取り囲む白い幕に東京と北海道の映像が交互に投映する演出が行われた。後方の幕に投映された映像には、2019年の「SAKANAQUARIUM2019 "834.194" 6.1ch Sound Around Arena Session」での本楽曲の演出で使用された素材を再編集したものが使用された。
CD音源とは違い、終盤の「時が震える 月が消えてく」という部分を2度繰り返すアレンジで演奏された。
M5 - ネイティブダンサー
都会の夜景の映像とレーザーによるモーショングラフィック風の演出が展開された。
M6 - ワンダーランド
Rhizomatiksによる激しいノイズと光の点滅を伴うビジュアルエフェクトが採用された。本公演での演出は、配信に乗る直前のカメラ画に施されたものとなっている。
M7 - 流線
M8 - 茶柱
ステージ上にイサム・ノグチの照明が設置された状態で演奏された。本楽曲の間は、1台のクレーンカメラによって、ワンカットで撮影されている。
M9 - ナイロンの糸
ステージの前面に紗幕が張られ、メンバーとカメラの間に映像が投映されつつ、演奏された。映像には、ファッションモデルの花梨が出演した。
M10 - ボイル
冒頭に紗幕が取り払われ、再び白い箱の中で演奏された。
本楽曲の終盤「朝に描けてライズしたんだ」という歌詞のタイミングで、メンバーを取り囲む白い幕が全て取り払われ、広いステージが姿を現した。これに合わせ、バンドセットが設置された台が、以降の演出で稼働する照明機器の位置に合わせ、後ろへ移動した。
なお、2019年の「SAKANAQUARIUM2019 "834.194" 6.1ch Sound Around Arena Session」の冒頭では「アルクアラウンド」のイントロで、バンドセットが設置された台が前にせり出す演出があり、本公演の演出と対をなしている。
M11 - 陽炎
前述した「スナックひかり」の演出が行われた。スナックのシーンには、店のママとしてエモン久瑠美が、客としてファッションモデルのるうこ、ロックバンド・THE 2の古舘佑太郎、スタイリストの藤井希恵、ビクターの山上聡が出演した。また、本楽曲での山口のボーカルマイクは、普段使用しているゼンハイザーのe935ではなく、シュアのワイヤレスハンドマイクが使用された。
M12 - モス
M13 - 夜の踊り子
踊り子として、日本舞踊家の花柳凜と花柳寿紗保美が出演した。
M14 - アイデンティティ
M15 - 多分、風。
山口がマントを着用する演出がなされた。
M16 - ルーキー
M17 - ミュージック
再びRhizomatiksによるビジュアルエフェクトが採用された。
M18 - 新宝島
多摩っ子バブルスのダンサーが出演した。
M19 - 忘れられないの
ステージを紙吹雪が覆った。
M20 - さよならはエモーション
演奏風景を背景にスタッフロールが流れ「ヒカリヲヌケ」というフレーズで、ライブが締めくくられた。

### 協賛・広告について
本公演は、参天製薬が協賛し、撮影には日テレプラスが協力している。配信では、ライブ本編の前後にバンドやNFに関連したCMが放送された。
- サンテFX×エヴァンゲリオン CM
- SAKANAQUARIUM 光 ONLINE 配信の見所
- SAKANAQUARIUM 光 ONLINE ITEMS
るうこと青山翔太郎が出演し、本公演に向けて作成された10種類のライブグッズを使用・着用している様子が収録されている。
- 公式ファンクラブ「NF member」
- 公式Twitchチャンネル「NF_ONLINE」
- Rhizomatiks presents「PLAYING TOKYO」
- LOOPWHEELR
- GEN GEN AN
- kolor Autumn/Winter 2020-21
- ANREALAGE
- THE2 online ONE MAN LIVE「2ND VIRGIN」
- MOBY DICK公式YouTubeチャンネル告知動画
- NHK Eテレ『シュガー&シュガー』第3回 CM
- NHK Eテレ『シュガー&シュガー』第4回 CM
- LIVE FISH -COMPLETE BOX-
- Music Cross Aid

## 映像作品
オンラインライブの2日目の公演の模様を収録した映像作品が、公演名と同じタイトル『SAKANAQUARIUM 光 ONLINE』として、2021年3月17日にNF Recordsからリリースされた。
本作は、完全生産限定盤（Blu-ray・DVD）と通常盤（Blu-ray・DVD）の4形態でリリースされるほか、公式ファンクラブ「NF member」の会員限定の受注生産商品「NF member Limited Edition」も合わせた合計5形態が存在する。
リリースは、2020年11月28日に発表され、同時にNF member Limited Editionの予約が開始された。当初の予約期間は、11月28日から12月20日までであったが、20日の午後に、さらに予約期間が1週間延長されることが発表された。
全形態に8月16日に配信された映像が収録され、音声は、KLANG:technologiesによる3Dサウンドが体感できるミックスがされている。完全限定生産盤の2形態には、16日の公演の音声のみを前後編で分割して収録したCD2枚と、本公演のデータを掲載したブックレットが付属する。
NF member Limited Editionには、さらに15日の公演の映像を収録したBlu-ray、シキボウ・丸十服装が共同で開発した「フルテクトマスク」3枚、本公演限定デザインのマフラータオルが付属する。なお、全形態に収録された映像には、歌詞表示機能とプレイパス機能も付いている。

## クレジット

### サカナクション
- 山口一郎 – ギター、ボーカル
- 岩寺基晴 – ギター、コーラス
- 草刈愛美 – ベース、コーラス
- 岡崎英美 – キーボード、コーラス
- 江島啓一 – ドラム、コーラス

### オンラインライブのスタッフ
監督 - 田中裕介（CAVIAR）
撮影監督 - 奥口睦（tsujimanagement）
Live Camera Director - Shinya Yamada
照明監督 - Kousei Kobayashi
DIT - Taito Oyama（Progressive）
Production designer - Atsuyoshi Edahiro
Visual Effect - Rhizomatiks
舞台監督 - 増田崇（HIP LAND MUSIC CORPORATION）
舞台照明 - 平山和裕（BAGS GROOVE）
音響 - 佐々木幸雄（Acoustic）、浦本雅史（Soi Co.,Ltd）
ヘアメイク - 根本亜沙美
スタイリスト - 三田真一（KiKi inc.）
プロデューサー - 野村達也（HIP LAND MUSIC CORPORATION）、中村ミサ（CAVIAR）
プロダクション - HIP LAND MUSIC CORPORATION、CAVIAR Limited、Victor Entertainment、Livemasters Inc.

## 解禁日と発売日一覧
| 国・地域 | 発売/発信元                        | 発売日/解禁日                                         | 規格 | 規格品番/リクエストナンバー/備考               |
| -------- | ---------------------------------- | ----------------------------------------------------- | --- | ---------------------------------------------- |
| 日本     | NF Records（Victor Entertainment） | 2021年3月17日 （予約期間は2020年11月28日 - 12月26日） | 映像作品 - 2Blu-ray+2CD（NF member Limited Edition）                                                                                  | - NZS-827                                      |
| 日本     | NF Records（Victor Entertainment） | 2021年3月17日                                         | 映像作品 - Blu-ray+2CD（完全生産限定盤：Blu-ray） - 2DVD+2CD（完全生産限定盤：DVD） - Blu-ray（通常盤：Blu-ray） - DVD（通常盤：DVD） | - VIZL-1844 - VIZL-1845 - VIXL-327 - VIBL-1008 |

### バンド公式・所属事務所・関係者による告知
1. ↑  “「SAKANAQUARIUM 2020 “834.194 光”」 2月26日仙台公演、金沢以降の公演にお越しのお客様へ”. サカナクション公式サイト. サカナクション. 26 February 2020. 2020年11月18日時点のオリジナルよりアーカイブ. 2020年10月23日閲覧.
2. ↑  “「SAKANAQUARIUM 2020 “834.194 光”」ツアー再開断念と全公演中止のご案内”. サカナクション公式サイト. サカナクション. 4 August 2020. 2020年11月18日時点のオリジナルよりアーカイブ. 2020年10月23日閲覧.
3. ↑  サカナクション [@sakanaction] (17 July 2020). “サカナクション初のライブストリーミング公演「SAKANAQUARIUM 光」8月15日・16日に開催決定！”. 2020年11月18日時点のオリジナルよりアーカイブ. X（旧Twitter）より2020年11月18日閲覧.
4. ↑  サカナクション [@sakanaction] (28 July 2020). “「SAKANAQUARIUM 光」配信プラットフォーム・チケットに関する情報を公開しました。”. 2020年11月18日時点のオリジナルよりアーカイブ. X（旧Twitter）より2020年11月18日閲覧.